# 381

## Esdeveniments
- 10 de gener, Roma: L'emperador Flavi Gracià promulga el cristianisme com a religió única i prohibeix la resta de cultes.
- Constantinoble: Se celebra, convocat per Teodosi I el Gran, el Primer Concili de Constantinoble, que fixà punts importants del credo, els relatius a la Trinitat, reforçarà la importància del Patriarca de Constantinoble i condemnarà diverses heretgies.
- Constantinoble: Gregori de Nazianz renuncia com a Patriarca de Constantinoble davant les crítiques rebudes al Concili de Constantinople i se'n torna a Capadòcia. En el seu lloc és escollit Nectari.
- Constantinoble: Flavià I d'Antioquia substitueix Meleci d'Antioquia com a bisbe d'Antioquia, per la mort sobtada d'aquest.
- Aquileia: Sant Ambròs de Milà organitza el Concili d'Aquileia que també condemna l'arrianisme a l'Imperi Romà d'Occident.
- Gal·lècia: Egèria comença el seu viatge a Terra Santa. El va reflectir al seu llibre Itinerarium Egeriae, considerat el primer text d'una escritora gallega.[1]

## Naixements
- Helian Bobo, emperador xinès de l'estat Xiongnu de Xia (m. 425)

## Necrològiques
- 12 d'abril - Verona (Itàlia): Sant Zenó, bisbe de la ciutat.
- Constantinoble: Meleci, bisbe d'Antioquia, de sobte durant el Concili de Constantinoble.
- Constantinoble: Atanaric, rei dels visigots.
- Alexandria (Egipte): Pere II, bisbe de la ciutat.